# Ли Жучжэнь
Ли Жучжэнь (кит. 李汝珍, ок. 1763—1830), второе имя (бяоцзи) — «Сунши» (кит. 松石) — китайский романист и фонолог времен династии Цин. 

## Биография и творчество
Родился неподалеку от Пекина, в уезде Дасин, провинция Хэбэй. Известен как автор романа «Цветы в зеркале» (кит. 鏡花緣, «Цзин Хуа Юань») (1828). Он также написал «Лиши иньцзянь» (кит. 李氏音鑑), труд по китайской фонологии, и создал «Шоу Цзи Пу» (кит. 受子譜), руководство для игры в го.
Ли Жучжэнь отказался от изучения системы «восьмичленного сочинения» (八股文), фиксированного стиля композиции, который был обязательным на государственных императорских экзаменах. Поэтому он, как и герой своего романа Тан Ао, до выхода на пенсию занимал самую низкую ученую должность (秀才 «сюцай»). Несмотря на это, Ли Жучжэнь был опытным в астрологии, медицине, математике, музыке, риторике, поэзии, садоводстве, каллиграфии, игре в шахматы и живописи. Его знания по этим предметам наложили свой отпечаток на сюжетную линию «Цветов в зеркале».
У Ли Жучжэня было два брата. Когда он стал вдовцом в девятнадцать лет, то отправился к своему старшему брату Ли Цзюйхуану, который служил в городе Ляньюньган в провинции Цзянсу с 1782 года. Ли Жучжэнь прожил с братом почти двадцать лет, тогда как Цзюй-хуан поддерживал его на протяжении его жизни. В Ляньюньгани Ли Жучжэнь познакомился с Лин Тиншэнем, который заинтересовал его фонологией. В 1801 году Ли Жучжэнь отправился в провинции Хэнань, где принимал участие в сооружении плотины. В 1804 году он покинул должность, а впоследствии, в 1810 году, начал писать свой роман, для завершения которого ему понадобилось почти десять лет.
«Цветы в зеркале» (1828) — это фантастический роман-энциклопедия в ста главах, который считается первым образцом феминистской литературы в Китае. В первой половине романа главный герой, подобно Гулливеру, путешествует по странным землям, чьи пейзажи чем-то напоминают описания из «Шань хай цзин» (кит. 山海经, «Книга гор и морей»). Вторая половина новеллы вмещает значительный объём энциклопедической информации.
«Лиши Иньцзянь» (1805), или «Система фонологии», также является инновационным трудом, ценность которого заключается в фонетической записи пекинского диалекта, она содержит ссылки более чем на четыреста исследований.

### Переводы
- Ли Жу-Чжэнь. «Цветы в зеркале.» — Москва, Ленинград: АН СССР, 1959. — Литературные памятники. — 788 с. (рус.)
- Li, Ju-chen. «Flowers in the mirror» / Li Ju-chên. Translated and edited by Lin Tai-yi. — Berkeley: University of California Press, 1965. — 310 p. (англ.)
- Li, Ju-chen. «Im s lande der Frauen. Ein altchinesischer Roman mit acht Holzschnitten» / Li Ju-tschen. Aus dem Chines. übers, von Friedrich K. Engler. — Zürich: Verlag Die Waage, 1970. — 194 p. (нем.)